# Шиба, Саид
Саид Шиба (араб. سعيد شيبة‎; род. 28 сентября 1970, Касабланка, Касабланка) — марокканский футболист и футбольный тренер. Выступал на позиции полузащитника.

## Клубная карьера
Саид Шиба начинал свою карьеру футболиста в марокканском клубе ФЮС. В 1995 он перешёл в саудовский «Аль-Хиляль», с которым в 1996 году стал чемпионом страны, при этом марокканец в 22 играх лиги забил 17 голов. Летом 1996 года Шиба стал футболистом испанской «Компостелы». 2 октября того же года он дебютировал в испанской Примере, выйдя на замену в гостевом поединке против хихонского «Спортинга». 10 мая 1997 года марокканец забил свой первый гол в лиге, ставший победным в домашней игре с «Райо Вальекано».
Летом 1999 года Шиба перешёл во французский «Нанси». С марта по май 2001 года он провёл 7 матчей за «Мотеруэлл» в шотландской Премьер-лиге. По окончании сезона Шиба перешёл в греческий «Арис». В 2003 году он перебрался в Катар, где выступал за местный «Катар СК».

## Карьера в сборной
Саид Шиба играл за сборную Марокко на Кубке африканских наций 1998 года в Буркина-Фасо, где провёл за неё все четыре матча: группового этапа с Замбией, Мозамбиком и Египтом, а также четвертьфинала с ЮАР. В играх с мозамбикцами и южноафриканцами он забил по голу. Шиба был включён в состав сборной Марокко на чемпионат мира по футболу 1998 года во Франции, где сыграл в двух матчах из трёх своей команды на турнире: с Норвегией и Бразилией.
Последним крупным турниром для Саида Шибы стал Кубок африканских наций 2000 года в Гане и Нигерии, где он провёл все три игры своей команды на турнире: с Конго, Тунисом и Нигерией.

## Достижения
«Аль-Хиляль»
- Чемпион Саудовской Аравии: 1995/96
- Обладатель Кубка наследного принца Саудовской Аравии: 1994/95

«Катар СК»
- Чемпион Катара: 2002/03